# 晋 (姓)
晋（晉、しん）は、漢姓の一つ。朝鮮半島では比較的多い姓であるが、中国や台湾では希少である。

## 中国の姓
晋（しん）は、中華圏の姓。『百家姓』の458番目。
珍しい姓である。2020年の中華人民共和国の統計では人数順の上位100姓に入っておらず、台湾の2018年の統計では「晉」が507番目に多い姓で、130人がいる。「晋」が569番目に多い姓で、90人がいる。

### 著名な人物
- 晋鄙 - 戦国時代の魏の将軍。
- 晋灼 - 晋の学者。

## 朝鮮の姓
晋（しん、チン、朝: 진）は、朝鮮人の姓の一つである。2015年の国勢調査での韓国内での人口は7,566人。

### 著名な人物
- 晋直鉉 - 韓国の国会議員。
- チン・グ（晋久） - 韓国の俳優。
- チン・ヨンジン（朝鮮語版） - 韓国のラッパー。
- チン・ヨンス（朝鮮語版） - 韓国のプロゲーマー。

### 氏族
本貫は南原晋氏が最大である。
| 氏族（地域） | 創始者 | 人数（2015年） |
| ------------ | ------ | -------------- |
| 開城晋氏     |        | 47             |
| 慶州晋氏     |        | 13             |
| 金寧晋氏     |        | 5              |
| 金海晋氏     |        | 5              |
| 南安晋氏     |        | 8              |
| 南陽晋氏     |        | 18             |
| 南原晋氏     |        | 7,128          |
| 同福晋氏     |        | 56             |
| 三碑晋氏     |        | 24             |
| 三牌晋氏     |        | 5              |
| 驪陽晋氏     |        | 25             |
| 池塘晋氏     |        | 58             |
| 晋州晋氏     |        | 40             |
| 草渓晋氏     |        | 32             |
| 豊基晋氏     |        | 20             |